# Mannheim Redskins
I Mannheim Redskins sono stati una squadra di football americano di Mannheim, in Germania; fondati nel 1979, nel 2000 si sono fusi con i Ludwigshafen Titans e i Worms Wizards per formare i Rhein Pirates.

## Dettaglio stagioni

### Tornei nazionali

#### Campionato

##### Bundesliga
| Stagione | regular season | regular season | regular season | regular season | regular season | regular season | playoff | playoff | playoff | playoff | playoff | playoff          | playoff            |
|          | Vin            | Par            | Per            | Tot            | PF             | PS             | Vin     | Per     | Tot     | PF      | PS      | risultato        | avversaria         |
| -------- | -------------- | -------------- | -------------- | -------------- | -------------- | -------------- | ------- | ------- | ------- | ------- | ------- | ---------------- | ------------------ |
| 1982     | 3              | 0              | 9              | 12             | 128            | 237            | -       | -       | -       | -       | -       | -                | -                  |
| 1984     | 7              | 0              | 7              | 14             | 254            | 283            | 0       | 1       | 1       | 0       | 26      | Quarti di finale | Cologne Crocodiles |
| 1985     | 4              | 0              | 10             | 14             | 121            | 313            | -       | -       | -       | -       | -       | -                | -                  |
| 1986     | 6              | 0              | 4              | 10             | 170            | 110            | 0       | 1       | 1       | 0       | 3       | Wild Card        | Kempten Comets     |
| 1987     | 3              | 0              | 7              | 10             | 199            | 261            | -       | -       | -       | -       | -       | -                | -                  |
| 1988     | 0              | 1              | 9              | 10             | 75             | 488            | 0       | 2       | 2       | 34      | 72      | Retrocessi       | Munich Cowboys     |
| Totale   | 23             | 1              | 46             | 70             | 947            | 1692           | 0       | 4       | 4       | 34      | 101     |                  |                    |

Fonti: Enciclopedia del Football - A cura di Roberto Mezzetti

##### NFL
Questi tornei - pur essendo del massimo livello della loro federazione - non sono considerati ufficiali.
| Stagione | regular season | regular season | regular season | regular season | regular season | regular season | playoff | playoff | playoff | playoff | playoff | playoff   | playoff            |
|          | Vin            | Par            | Per            | Tot            | PF             | PS             | Vin     | Per     | Tot     | PF      | PS      | risultato | avversaria         |
| -------- | -------------- | -------------- | -------------- | -------------- | -------------- | -------------- | ------- | ------- | ------- | ------- | ------- | --------- | ------------------ |
| 1981     | 12             | 0              | 3              | 15             | 525            | 124            | 0       | 1       | 1       | 18      | 34      | Finale    | Düsseldorf Panther |
| Totale   | 12             | 0              | 3              | 15             | 525            | 124            | 0       | 1       | 1       | 18      | 34      |           |                    |

Fonti: Enciclopedia del Football - A cura di Roberto Mezzetti

##### 2. Bundesliga
| Stagione | regular season | regular season | regular season | regular season | regular season | regular season | playoff | playoff | playoff | playoff | playoff | playoff   | playoff    |
|          | Vin            | Par            | Per            | Tot            | PF             | PS             | Vin     | Per     | Tot     | PF      | PS      | risultato | avversaria |
| -------- | -------------- | -------------- | -------------- | -------------- | -------------- | -------------- | ------- | ------- | ------- | ------- | ------- | --------- | ---------- |
| 1983     | 7+?            | 0+?            | 3+?            | 14             | 229+?          | 129+?          | -       | -       | -       | -       | -       | -         | -          |
| 1989     | 3              | 1              | 6              | 10             | 182            | 288            | -       | -       | -       | -       | -       | -         | -          |
| 1990     | 6              | 0              | 4              | 10             | 227            | 212            | -       | -       | -       | -       | -       | -         | -          |
| 1991     | 5              | 0              | 5              | 10             | 173            | 160            | -       | -       | -       | -       | -       | -         | -          |
| 1992     | 7              | 0              | 5              | 12             | 273            | 204            | -       | -       | -       | -       | -       | -         | -          |
| 1993     | 3              | 0              | 11             | 14             | 212            | 475            | -       | -       | -       | -       | -       | -         | -          |
| 1999     | 2              | 0              | 12             | 14             | 145            | 482            | -       | -       | -       | -       | -       | -         | -          |
| Totale   | 33+?           | 1+?            | 46+?           | 74             | 1441+?         | 1950+?         | -       | -       | -       | -       | -       |           |            |

Fonti: Enciclopedia del Football - A cura di Roberto Mezzetti

##### Regionalliga
| Stagione | regular season | regular season | regular season | regular season | regular season | regular season | playoff | playoff | playoff | playoff | playoff | playoff   | playoff       |
|          | Vin            | Par            | Per            | Tot            | PF             | PS             | Vin     | Per     | Tot     | PF      | PS      | risultato | avversaria    |
| -------- | -------------- | -------------- | -------------- | -------------- | -------------- | -------------- | ------- | ------- | ------- | ------- | ------- | --------- | ------------- |
| 1994     | 1+?            | 0+?            | 2+?            | 10             | 47+?           | 82+?           | -       | -       | -       | -       | -       | -         | -             |
| 1998     | 8              | 1              | 3              | 12             | 340            | 166            | 2       | 0       | 2       | 33      | 0       | Promossi  | Bamberg Bears |
| Totale   | 25             | 3              | 14             | 42             | 902            | 683            | 2       | 0       | 2       | 75      | 38      |           |               |

Fonti: Enciclopedia del Football - A cura di Roberto Mezzetti

##### Oberliga
| Stagione | regular season | regular season | regular season | regular season | regular season | regular season | playoff | playoff | playoff | playoff | playoff | playoff   | playoff    |
|          | Vin            | Par            | Per            | Tot            | PF             | PS             | Vin     | Per     | Tot     | PF      | PS      | risultato | avversaria |
| -------- | -------------- | -------------- | -------------- | -------------- | -------------- | -------------- | ------- | ------- | ------- | ------- | ------- | --------- | ---------- |
| 1995     | 0              | 0              | 8              | 8              | 72             | 208            | -       | -       | -       | -       | -       | -         | -          |
| 1996     | 4+?            | 0+?            | 4+?            | 10             | 187+?          | 131+?          | -       | -       | -       | -       | -       | -         | -          |
| 1997     | 6              | 1              | 1              | 8              | 186            | 50             | -       | -       | -       | -       | -       | -         | -          |
| Totale   | 10+?           | 1+?            | 13+?           | 26             | 345+?          | 389+?          | -       | -       | -       | -       | -       |           |            |

Fonti: Enciclopedia del Football - A cura di Roberto Mezzetti